# Hwarang
Hwarang (korejsky 화랑, v anglickém přepisu Hwa-Rang) je tul, který se učí nositelé technického stupně 2. kup v bojovém umění taekwondo. Autory tulu jsou generál Čchö Honghŭi a plukovník Nam Tchehŭi. Byl jedním tulů, které se vyučovaly už ve škole Odogwan. Patří mezi prvních 5 tulů, které byly uvedené v manuálu pro taekwondo z roku 1959.

## Významy

### Význam názvu
Hwarang je pojmenován po škole pro mladé šlechtice v království Silla, která učila své žáky ceremonii, hudbě, kaligrafii, matematice, lukostřelbě a boji na válečných vozech.

### Význam počtu pohybů
29 pohybů symbolizuje 29. pěší divizi Armády Korejské republiky na ostrově Čedžu, kde se taekwondo rozvinulo a dospělo.

## Pohyby vzoru
Výchozí postoj: moa čunbi sogi C
1. ← annun so sonbadak miro makki
2. annun so ap čirugi
3. annun so ap čirugi
4. ↪ niundža so sang pchalmok makki
5. niundža so ap čumok olljo čirugi
6. ↟ mikulmjo kodžong so jop čirugi
7. sudžik so sonkchal jop nerjo terigi
8. ↑ konnun so ap čirugi
9. ↲ konnun so pakat pchalmok nadžunde makki
10. ↑ konnun so ap čirugi
11. ⤒ pegi (levou dlaň na pravou pěst)
kaunde jopčcha čirugi (obě ruce táhnout v opačném směru než směřuje kop)
12. niundža so sonkchal jop terigi
13. ↑ konnun so ap čirugi
14. ↑ konnun so ap čirugi
15. ↬ niundža so sonkchal tebi makki
16. ↑ konnun so son sonkut tulkchi, sonbadak nerjo makki
17. ↶ niundža so sonkchal tebi makki
18. ↑ nopchunde tolljo čchagi (poloha rukou jako v předchozí technice)
19. ↑ nopchunde tolljo čchagi (poloha rukou jako v předchozí technice), parun tongdžak
niundža so sonkchal tebi makki, parun tongdžak
20. ↲ konnun so pakat pchalmok nadžunde makki
21. niundža so paro ap čirugi
22. ↑ niundža so paro ap čirugi
23. ↑ niundža so paro ap čirugi
24. konnun so kjočcha čumok nullo makki
25. ↟ mikulmjo niundža so jop pchalgup tulkchi
26. ↬ moa so an pchalmok jobap makki
27. moa so an pchalmok jobap makki
28. ↑ niundža so sonkchal tebi makki
29. ↷ niundža so sonkchal tebi makki

Závěrečný postoj: ↲ moa čunbi sogi C